# Кірейчук Олександр Георгійович
Олекса́ндр Геóргійович Кірейчу́к (* 9 серпня 1952 — радянський російський ентомолог, спеціаліст з систематики і філогенії ряду жуки, а також родини жуків-блискітників. Доктор біологічних наук. Вихованець Харківської ентомологічної школи професора С. І. Медведєва. Член Українського ентомологічного товариства.

## Біографія[1]
Олександр Георгійович Кірейчук народився 9 серпня 1952 року в Харкові. У 1974 році він закінчив біологічний факультет Харківського університету і продовжив навчання у стаціонарному відділенні аспірантури Зоологічного інституту  РАН (1975—1979). Він захистив кандидатську (1984), а потім докторську (1992) дисертації. О. Кірейчук працював молодшим, старшим, а згодом став провідним співробітником лабораторії систематики комах. Паралельно він викладав спецкурси з зоології та ентомології у Харьковскому (1995) і Петербурзькому (1989) державних університетах.
Сім'я О. Г. Кірейчука: дружина Марина Вікторівна Кірейчук (народилася у 1962 році) та донька Поліна Олександрівна Кірейчук (1986).

## Наукова діяльність
Вчений працює в таких основних напрямах: систематика жуків-блискітників і філогенія ряду твердокрилих. При цьому він вивчає і використовує численні палеонтологічні дані.
О. Кірейчук описав нові для науки таксони: 1 інфраряд, 5 родин, 7 підродин, 7 триб, понад 90 родів і понад 600 видів жуків з усіх  зоогеографічних областей і відмінних за геологічним віком.
Він розробив новий поділ ряду твердокрилих, структури підрядів, надряду кукуйїподібних жуків, поділ та систему кукуйїподібних та родини блискітників. Версія філогенії жуків за Кірейчуком мезозойські знахідки. Ентомолог розробив схему шляхів зміни харчування ряду, які незалежно відбувалися майже в усіх гілках розвитку твердокрилих. На прикладі блистівників описано новий тип запилення рослин, при якому вони приваблюють комах речовинами, схожими за будовою з речовинами плодових тіл грибів. Результати досліджень О. Кірейчука дозволяють відслідкувати закономірності змін вимерлих та сучасних екосистем, численні процеси в історії біосфери. Важливим аспектом діяльності вченого є використання в ентомології новітніх технологій. Зокрема, як науковий редактор вебсайту «Жуки и колеоптерологи» він написав тексти та підібрав ілюстрації до понад 3000 сторінок російської та англомовної версій, в тому числі майже 200 сторінок атласу жуків і каталогу вимерлих твердокрилих. Ним створені і підтримуються комп'ютерні бази даних з фауністики понад 20 родин твердокрилих. Він брав участь у наукових експедиціях до Краснодарського краю, Алтаю, Приморського краю, на острів  , до України, Грузії, Киргизстану, Казахстану, Монголії, Австралії, Великої Британії та Франції. Він також вивчав наукові ентомологічні колекції в численних музеях різних країн.
О. Кірейчук є членом 13 європейських наукових спілок, в тому числі з 1974 року — Українського ентомологічного товариства. Він брав участь у близько 20 наукових з'їздах, конференціях, симпозіумах, є автором і співавтором понад 250 наукових публікацій. Темою семи з них є видовий склад ентомофауни Харківщини та необхідність охорони цієї фауни.

## Основні праці
Кирейчук А. Г. 1979. Жуки-блестянки подсемейства Meligethinae (Coleoptera, Nitidulidae) фауны СССР. Автореферат диссертации на соискание ученой степени кандидата биологических наук. Л., Зоологический институт АН СССР, 1-24.
Кирейчук А. Г.  1982. Систематическое положение рода Calonecrus J. Thomson и замечания по филогении семейства жуков-блестянок (Coleoptera, Nitidulidae). Энтомологическое обозрение, Т. 61, вып. 1: 117—130.
Кирейчук А. Г.  1984. Новые виды жуков семейств Nitidulidae и Cybocephalidae (Coleoptera) фауны Восточной Палеарктики. Зоологический журнал. 63, N 4: 517—531.
Kirejtshuk A.G.  1984. New taxa of Nitidulidae (Coleoptera) from the Indo-Malayan fauna. Annales Historico-Naturales Musei Nationalis Hungarici, T. 76: 169—195.
Kirejtshuk A.G.  1986. On polyphyly of the Carpophilinae with description of a new subfamily, Cillaeinae (Coleoptera, Nitidulidae). Coleopterist's Bulletin, Vol. 40, N 3: 217—221.
Кирейчук А. Г. 1989. Замечания по проблеме соответствия филогении и системы. Труды Зоологического института АН СССР, Т.. 202: 3-19.
Кирейчук А. Г. 1989. О становлении филлофагии (филлофагизации) среди жуков (Coleoptera). Труды Зоологического института АН СССР, Т.. 202: 147—182.
Kirejtshuk A.G.  1991. Evolution of mode of life as the basis for division of the beetles into groups of high taxonomic rank. In: M. Zunino, X. Belles, M. Blas (Eds.). Advances in Coleopterology, AEC, Barcelona: 249—262.
Кирейчук А. Г.  1992. Значение антофагии в историческом развитии отряда жесткокрылых (в основном на примере семейства жуков-блестянок). Автореферат диссертации на соискание ученой степени доктора биологических наук, Ст-Петербург, Зоологический институт РАН, 1-51.
Кирейчук А. Г.  1992. Определительная таблица надсемейств Cucujoidea и Tenebrionoidea.; Определительная таблица семейств надсемейства Cucujoidea.; Сем. Блестянки — Nitidulidae.; Сем. Катеретиды — Kateretidae. В кн.: Определитель насекомых Дальнего Востока, Ст-Петербург, Наука, Т. 3, часть 2: 107—216.
Kirejtshuk A.G., J.F. Lawrence. 1992. Cychramptodini, new tribe of the Nitidulidae (Coleoptera) from Australian region. Journal of the Australian entomological Society, Vol. 31: 29-46.
Nikitsky N.B., J.F. Lawrence, A.G. Kirejtshuk, W.G. Gratshev. 1994. Decliniidae fam.n., from the Russian Far East and its taxonomic relationships (Coleoptera Polyphaga). Russian Entomological Journal, Vol. 2 (5-6) (1993): 3- 10.
Кирейчук А. Г.  1994. Система, эволюция образа жизни и филогения отряда жуков (Coleoptera). I. Энтомологическое обозрение, Т. 73, вып. 2: 266—288.
Lawrence J.F., N.B. Nikitsky, A.G. Kirejtshuk. 1995. Phylogenetic position of Decliniidae (Coleoptera: Scirtoidea) and comments on the classification of Elateriformia (sensu lato). In: J. Pakaluk, S.A. Slipinski (eds.). Biology, Phylogeny, and Classification of Coleoptera, Papers Celebrating the 80th Birthday of Roy A. Crowson. Mus. Inst. Zool. PAN, Warszawa, Vol. 2: 375—410.
Кирейчук А. Г.  1996. Система, эволюция образа жизни и филогения отряда жуков (Coleoptera). II. Энтомологическое обозрение, Т. 75, вып. 1: 39-62. [перевод — 1997. System, evolution of mede of life, and phylogeny of the order Coleoptera. II. Entomological review, Vol. 76 (1): 1-20]
Кирейчук А. Г., Крыжановский О. Л.  1998. Некоторые замечания об «архетипе, стиле и ранге в биологической систематике» сем. Cryptophagidae (Coleoptera) и других жесткокрылых. Энтомологическое обозрение, Т. 77, вып. 1: 258—267.
Кирейчук А. Г.  1998. Положение подсем. Maynipeplinae (Coleoptera, Nitidulidae) из Экваториальной Африки в системе, а также замечания по эволюции и структурным модификациям у блестянок. Энтомологическое обозрение, Т. 77, вып. 3: 540—554.
Kirejtshuk A.G.  1998/1999. Nitidulidae (Coleoptera) of the Himalayas and Northern Indochina. Part 1: subfamily Epuraeinae. Koeningstein, Koeltz Scientific Books (Theses Zoologicae, Vol. 28): 1-489.
Lawrence J.F., Kirejtshuk A.G. 1999. Jurodidae; Nitidulidae, major part.; Maynipeplinae, Nitidulidae.; Calonecrinae, Nitidulidae.; Cryptarchinae, Nitidulidae.; Cybocephalinae, Nitidulidae.; Helotidae.; Kateretidae.; Smicripidae.; Rhizophaginae, Monotomidae. In: CD by J.F. Lawrence, A.M. Gastings, M.J. Dallwittz, T.A. Paine & E.J. Zurcher «Beetles of the world: descriptions, identification and information for retrieval for families and subfamilies». DELTA, CSIRO, Entomology. — около 400 Кбайт.
Кирейчук А. Г.  2001. Более 15 разделов в «Определителе пресноводных беспозвоночных России» — Т. 5. СПб, «Наука».
Kirejtshuk A.G.  2005. Diversity of «saproxylic» beetles in the past, as represented in the catalogue of the world fossil Coleoptera at www.zin.ru/animalia/coleoptera/eng/paleosys.htm. Proceedings of the 3rd Symposium and Workshop on the Conservation of Saproxylic Beetles, Riga. Latvia, 07th-11th July, 2004: 68-78.
Kirejtshuk A.G.  2005. On the fauna of Nitidulidae (Coleoptera, Nitidulidae) from Taiwan with some taxonomical notes. Annales Historico-Naturales Musei Nationalis Hungarici, 97: 217—279.
Kirejtshuk A.G., G. Poinar, Jr.  2006. Haplochelidae, a new family of cretaceous beetles (Coleoptera, Myxophaga) from Burmese amber // Proceedings of the Entomological Society of Washington. 108 (1): 155—164.
Повний перелік публікацій дивись на.